# Северо-Кавказский военный институт внутренних войск

Мемориальная доска Северо-Кавказскому военному институту внутренних войск на здании бывшего Училища войск МВД на проспекте Мира, Владикавказ

Северо-Кавказский Краснознамённый военный институт внутренних войск — высшее военно-учебное заведение, основанное 3 мая 1938 года, осуществлявшее подготовку офицерских кадров для ВВ МВД СССР и ВВ МВД РФ.
День годового праздника — 2 мая.

## Основная история
3 мая 1938 года приказом народного комиссара внутренних дел СССР № 157 из пехотного отделения Ново-Петергофского военно-политическое училище пограничных и внутренних войск НКВД имени К. Е. Ворошилова было создано Орджоникидзевское военное училище пограничных и внутренних войск НКВД имени С. М. Кирова с постоянной дислокацией в городе Орджоникидзе. 18 сентября 1938 года был осуществлён первый выпуск офицерских кадров для нужд Пограничных и внутренних войск НКВД СССР.
В период Великой Отечественной войны с 1942 по 1943 год курсанты и преподаватели училища участвовали в боях за Северный Кавказ и город Орджоникидзе. С 1941 по 1945 год из стен училища было выпущено более пяти тысяч офицерских кадров для фронта. С 1951 года обучение в Орджоникидзевском военном училище было два года, с 1954 года обучение было продлено на один год и стало три года. С 1961 по 1973 год Орджоникидзевское военное училище готовило офицерские кадры со средним военно-юридическим образованием.
22 февраля 1968 года Указом Президиума Верховного Совета СССР Орджоникидзевское военное училище внутренних войск МВД имени С. М. Кирова было удостоено Ордена Красного Знамени. В 1974 году Постановлением Совета Министров СССР Орджоникидзевское военное училище было переквалифицировано в высшее военное училище, а срок обучения в нём был продлён до четырёх лет. С 1992 года срок обучения был продлён до пяти лет.
2 июля 1999 года распоряжением Правительства Российской Федерации и приказом министра внутренних дел Российской Федерации Орджоникидзевское Краснознамённое высшее военное училище внутренних войск МВД имени С. М. Кирова было преобразовано в Северо-Кавказский военный Краснознамённый институт ВВ МВД России.
С 1988 года профессорско-преподавательский состав военного института постоянно принимал участие в специальных командировках в период межнациональных конфликтов в Сумгаите, Тбилиси, Фергане, Сухуми, Карабахе и Баку а также участвовал в выполнении служебно-боевых задач в Республике Чечня.
В 2006 году в училище был создан разведывательный факультет для подготовки командиров подразделений войсковой и специальной разведки ВВ МВД РФ.
С 1938 по 2011 год военным институтом было выпущено в войска двадцать девять тысяч офицерских кадров. Восемь выпускников военного института были удостоены звания Герой Советского Союза, причём один из них дважды, тринадцать выпускников института были удостоены звания Герой Российской Федерации, около ста пятидесяти выпускников впоследствии были удостоены генеральского звания.
Распоряжением Правительства Российской Федерации от 6 октября 2011 года № 1746-р Северо-Кавказский военный институт внутренних войск Министерства внутренних дел Российской Федерации был ликвидирован.

## Награды института
22 февраля 1968 года

## Начальники
Начальниками училища являлись:
- полковник Жебровский, Дмитрий Петрович (30 декабря 1937 — 20 февраля 1938)
- майор Левинсон, Яков Моисеевич (20 февраля 1938 — декабрь 1938, и. о.)
- полковник Шилов, Фёдор Николаевич (30 декабря 1938 — июль 1941)[5]
- подполковник, полковник Янукович, Геннадий Михайлович (июль 1941 — февраль 1945)
- полковник Воробейков, Андрей Васильевич (февраль 1945 — ?)
- полковник Романов, Алексей Михайлович (сентябрь 1955 — январь 1957)
- полковник Заркевич, Владимир Николаевич (январь 1957 — ноябрь 1962)
- полковник Ганнусенко, Иван Маркович (ноябрь 1962 — сентябрь 1967)
- полковник Бубенчиков, Фёдор Васильевич (сентябрь 1967 — март 1974)
- полковник, генерал-майор Иванов, Николай Иванович (март 1974 — ?)
- полковник, генерал-майор Феодоров, Гарри Афанасьевич (декабрь 1983 — июль 1993)
- полковник, генерал-майор Дмитрин, Владимир Брониславович (декабрь 1993 — декабрь 1995)
- полковник, генерал-майор Светличный, Владимир Ильич (декабрь 1995 — март 2002)
- полковник, генерал-майор[6] Богатыренко, Владимир Степанович (март 2002 — апрель 2008)
- генерал-майор Коновалов, Сергей Николаевич (апрель 2008 — апрель 2009)
- полковник, генерал-майор Нимировский, Валерий Петрович (апрель 2009—2012)

## Известные выпускники
Основной источник:
- Лабунец, Михаил Иванович
- Груднов, Игорь Сергеевич
- Скрыпник, Николай Васильевич
- Лысюк, Сергей Иванович
- Крестьянинов, Андрей Владимирович
- Савченко, Александр Романович
- Грицюк, Сергей Анатольевич
- Величко, Виктор Васильевич
- Задорожный, Игорь Сергеевич
- Варлаков, Олег Евгеньевич
- Остроухов, Евгений Владимирович
- Зозуля, Андрей Станиславович
- Рындин, Евгений Юрьевич
- Фесин, Иван Иванович
- Сташек, Николай Иванович
- Леонов, Демократ Владимирович
- Карасёв, Виктор Александрович
- Воронков, Иван Семёнович
- Спирин, Василий Романович
- Морин, Фёдор Васильевич
- Куликов, Анатолий Сергеевич
- Шкирко, Анатолий Афанасьевич
- Баскаев, Аркадий Георгиевич
- Борукаев, Олег Борисович

```
 Полторак Степан Тимофеевич
```